# Roland Seiffarth
Roland Seiffarth (* 7. Oktober 1940 in Drebach im Erzgebirge) ist ein deutscher Dirigent.
Er studierte an der Hochschule für Musik Leipzig und wurde 1963 als Solorepetitor, später dann als Kapellmeister an der Leipziger Oper engagiert. Sein Debüt als Dirigent gab er hier 1967, anschließend dirigierte er ca. dreißig Werke des Repertoires wie  Aida, Turandot, Porgy and Bess oder West Side Story und übernahm auch eigene Einstudierungen am Opernhaus, u. a. La traviata, Die Fledermaus, Die Liebesprobe (La pietra del paragone) von Gioachino Rossini. Von 1978 bis 2007 wirkte Seiffarth als Musikalischer Oberleiter und Chefdirigent an der Musikalischen Komödie Leipzig. Seit 2007 ist er Ehrendirigent des Orchesters der Musikalischen Komödie. Bei den Freunden des Hauses genießt der Dirigent heute Kultstatus.
Zahlreiche Gastdirigate führten ihn auch über Leipzig hinaus, so an die Staatsoper Dresden, die Staatsoper Berlin, an das Metropol-Theater Berlin, das Staatstheater am Gärtnerplatz München und an die Staatsoperette Dresden. Von 1991 bis 1996 war er ständiger Gastdirigent am Opernhaus Graz und seit 1996 gastiert er regelmäßig am Opernhaus Bern. Roland Seiffarth dirigierte zahlreiche Opern- und Operettengalas mit internationalen Stars, war mehrere Jahre Dirigent der jährlichen Benefiz-Gala mit José Carreras für die Deutsche José Carreras Leukämie-Stiftung und ist Kunstpreisträger der Stadt Leipzig. Besondere Verdienste erwarb er sich um die Pflege der Bühnenwerke von Robert Stolz und Franz Lehár. Um den musikalischen Nachwuchs macht er sich mit der Leitung des Operettenworkshops Junge Dirigenten verdient.